# Розмаєроваць
45°22′ пн. ш. 18°07′ сх. д. / 45.37° пн. ш. 18.11° сх. д.
Розмаєроваць (хорв. Rozmajerovac) — населений пункт у Хорватії, в Осієцько-Баранській жупанії у складі міста Нашиці.

## Населення
Населення за даними перепису 2011 року становило 25 осіб.
Динаміка чисельності населення поселення:

## Клімат
Середня річна температура становить 10,82 °C, середня максимальна – 25,18 °C, а середня мінімальна – -6,35 °C. Середня річна кількість опадів – 746 мм.
| Клімат поселення                              | Клімат поселення | Клімат поселення | Клімат поселення | Клімат поселення | Клімат поселення | Клімат поселення | Клімат поселення | Клімат поселення | Клімат поселення | Клімат поселення | Клімат поселення | Клімат поселення | Клімат поселення |
| Показник                                      | Січ.             | Лют.             | Бер.             | Квіт.            | Трав.            | Черв.            | Лип.             | Серп.            | Вер.             | Жовт.            | Лист.            | Груд.            |                  |
| Середній максимум, °C                         | 6,08             | 8,28             | 12,77            | 17,18            | 22,13            | 25,18            | 25,05            | 24,56            | 20,49            | 15,26            | 9,39             | 5,47             |                  |
| Середня температура, °C                       | −0,15            | 2,07             | 6,55             | 10,96            | 15,91            | 18,97            | 20,94            | 20,44            | 16,37            | 11,13            | 5,27             | 1,36             |                  |
| Середній мінімум, °C                          | −6,35            | −4,14            | 0,32             | 4,76             | 9,70             | 12,76            | 16,80            | 16,32            | 12,25            | 7,02             | 1,15             | −2,77            |                  |
| Норма опадів, мм                              | 47               | 46               | 44               | 56               | 70               | 96               | 66               | 64               | 54               | 67               | 75               | 61               |                  |
| Середньомісячна швидкість вітру, м/с          | 2.10             | 2.34             | 2.60             | 2.53             | 2.26             | 2.10             | 2.01             | 1.90             | 1.89             | 1.94             | 2.07             | 2.14             |                  |
| Середньомісячна сонячна радіація, кДж/м²·день | 4265             | 6975             | 10876            | 15258            | 19159            | 21185            | 22291            | 20244            | 14952            | 9235             | 4871             | 3579             |                  |
| --------------------------------------------- | ---------------- | ---------------- | ---------------- | ---------------- | ---------------- | ---------------- | ---------------- | ---------------- | ---------------- | ---------------- | ---------------- | ---------------- | ---------------- |
| Джерело:                                      |                  |                  |                  |                  |                  |                  |                  |                  |                  |                  |                  |                  |                  |